# Diaphorina clutiae
Diaphorina clutiae är en insektsart som beskrevs av Capener 1970. Diaphorina clutiae ingår i släktet Diaphorina och familjen rundbladloppor. Inga underarter finns listade i Catalogue of Life.